# Утопия А. Г.
«Утопия А. Г.» (также «Утопия Александра Градского») — пятый студийный альбом советского и российского музыканта Александра Градского, выпущенный в 1987 году лейблом «Мелодия».

## Об альбоме
Музыка из этого альбома была написана Градским для телефильма 1978 года «Наследники Прометея», посвящённого социалистам-утопистам Анри де Сен-Симону, Шарлю Фурье и другим. Предполагалось, что это будет рок-опера, в которой социалисты-утописты поют и танцуют. Тема утопического социализма не покидала Градского, поэтому в 1979 году он записал альбом-сюиту, в который вошли стихи Пьера-Жана де Беранже («Идея», «Варварийский священный союз», «История одной идеи», «Безумцы», «К молодёжи»), Перси Биши Шелли («Мужам Англии») и Роберта Бёрнса («Честная бедность»), которые в своё время были революционными гимнами.
Пластинка «Утопия А. Г.» не сразу получила одобрение художественного совета «Мелодии». Ни идеологически правильная тема, ни связи Градского, ни нейтральный жанр сюиты, ни даже наличие серпа и молота на обложке не помогли ей пробиться. Альбом вышел только в 1987 году, когда продвижение идеалов социализма было не актуально.

## Отзывы критиков
В ретроспективном обзоре журнала «Музыкальная жизнь» Денис Бояринов отметил, что пластинка, представляющая собой необычное сочетание времён и эпох, была выпущена в то время, когда это казалось совершенно неуместным, потому что тогда люди жаждали перемен. Рецензент также добавил, что сейчас она напоминает сделанную в звуке гигантскую майолику во славу социализма, которые ещё пока всплывают в небольших городах, затерянных в снегах России, — иногда это лучшее, что там есть, блестящие осколки иллюзии, чистая психоделия.

## Список композиций
Вся музыка написана Александром Градским.
| №                   | Название               | Текст песни         | Русский текст       | Длительность |
| ------------------- | ---------------------- | ------------------- | ------------------- | ------------ |
| 1.                  | «Беранже I»            | Пьер-Жан де Беранже | Валентин Дмитриев   | 8:46         |
| 2.                  | «Беранже II»           | Пьер-Жан де Беранже | Михаил Михайлов     | 3:08         |
| 3.                  | «Оранжевое настроение» |                     |                     | 2:19         |
| 4.                  | «Шелли»                | Перси Биши Шелли    | Самуил Маршак       | 3:41         |
| Общая длительность: | Общая длительность:    | Общая длительность: | Общая длительность: | 17:54        |

| №                   | Название                | Текст песни         | Русский текст                           | Длительность |
| ------------------- | ----------------------- | ------------------- | --------------------------------------- | ------------ |
| 1.                  | «Фиолетовое настроение» |                     |                                         | 2:45         |
| 2.                  | «Беранже III»           | Пьер-Жан де Беранже | Валентин Дмитриев                       | 2:06         |
| 3.                  | «Беранже IV»            | Пьер-Жан де Беранже | Василий Курочкин                        | 5:41         |
| 4.                  | «Беранже V»             | Пьер-Жан де Беранже | Василий Курочкин                        | 1:01         |
| 5.                  | «Бёрнс I»               | Роберт Бёрнс        | Самуил Маршак                           | 1:00         |
| 6.                  | «Бёрнс II»              | Роберт Бёрнс        | Самуил Маршак                           | 1:20         |
| 7.                  | «Беранже VI»            | Пьер-Жан де Беранже | Александр Тхоржевский, Иван Тхоржевский | 4:35         |
| Общая длительность: | Общая длительность:     | Общая длительность: | Общая длительность:                     | 18:28        |

## Участники записи
- Александр Градский — вокал, фортепиано, гитара, челеста, синтезатор EMS Synthi 100, скрипка, колокола, ксилофон, ударные, дирижёр, звукорежиссёр, продюсер
- Сергей Зенько — флейта, саксофон
- Владимир Васильков — ударные
- Большой симфонический оркестр Всесоюзного радио
- «Скоморохи» — бэк-группа
- Маргарита Дудкевич — звукорежиссёр
- Юрий Богданов — звукорежиссёр
- Иван Йотко — редактор
- Анна Качалина — редактор

Данные взяты из примечаний к альбому.